# ALTA+
ALTA+ oder ALTA LIC ist ein gemischt genutztes Hochhaus im Stadtbezirk Queens in New York City, Vereinigte Staaten. Das in exponierter Lage stehende Wohngebäude beherbergt neben regulären Apartments 170 Co-Living-Wohneinheiten.

## Lage
Der Wohnturm ALTA+ befindet sich im Zentrum des Stadtteils Long Island City am Northern Boulevard unweit der Queensboro Bridge. Vor dem Gebäude liegt die Parkanlage „Dutch Kills Green“. Bekannte Nachbargebäude sind der denkmalgeschützte The Queens Clock Tower und der 230 Meter hohe Wolkenkratzer Sven.
Das Hochhaus steht direkt am Schnittpunkt von zwei Hochbahn-Strecken der New York City Subway mit den Linien  sowie . Es grenzt an ein Bahngelände von Amtrak und New Yorks Metropolitan Transportation Authority, auf dem sich Harold Interlocking, der verkehrsreichste Eisenbahnknoten der USA, sowie die Wartungs- und Abstellbahnhöfe Sunnyside Yard und Mid-Day Storage Yard befinden.

## Beschreibung
ALTA+ wurde von der Stephen B. Jacobs Group (SBJ) entworfen und erreicht mit insgesamt 44 Stockwerken eine architektonische Höhe von 147,8 Metern (485 Fuß) und mit dem freiliegenden technischen Aufbau eine Höhe von 151,2 m (496 Fuß). Damit nimmt er mit Stand April 2025 den 17. Platz der höchsten Gebäude in Queens ein. Bauherren waren das Simon Baron Development und Quadrum Global.
Das Bauwerk besteht aus zwei rechteckigen, leicht versetzt miteinander verbundenen Baukörpern mit einer markanten Krone des höheren 44-stöckigen Gebäudeteils. Die dortige Dachterrasse wird von einem Baldachin überspannt. Auf dem niedrigeren 38 Stockwerke hohen Gebäudeteil ist eine große Terrasse mit Grünfläche und Kinoleinwand angelegt. Die zweigeteilte Fassade ist ab der Basis bis zur 23. Etage und weiter gestaffelt bis zur 39. Etage mit weißen keramischen Fliesen und darüber bis zur Krone mit blaugrauem Glas verkleidet. Aufgrund seiner verkehrsreichen Lage besitzt das Gebäude zur Schalldämmung dreifach verglaste Fenster mit einem Dämmwert von 39 Dezibel. Im Bereich der keramischen Fassade haben die Fenster verschiedene Größen und sind unregelmäßig angeordnet. Der Wohnturm sitzt auf einem bis zu dreigeschossigen Sockel, der das gesamte Grundstück einnimmt. Er beherbergt den Großteil der Freizeit- und Serviceeinrichtungen sowie 1050 m² Einzelhandelsfläche.
Von der 2. bis zur 16. Etage befinden sich zwei- bis drei-Zimmer große Co-Living-Mikrowohnungen mit insgesamt 422 Betten. Die 170 Mikrowohnungen werden unter dem Namen ALTA by Ollie von dem Co-Living-Unternehmen Common mit dem Service eines Hotels verwaltet und galten zur Zeit ihrer Eröffnung als das größte Co-Living-Projekt in Nordamerika. Ab der 17. Etage sind die regulär vermietbaren ein- bis drei-Zimmer Apartments untergebracht.
Die Freizeitmöglichkeiten für die Bewohner umfassen ein Hallenbad, ein Fitnesscenter auf zwei Etagen, ein Yoga-Studio, einen Golf-Simulator, eine Spielhalle, einen Haustierservice, eine Lounge mit Bar auf dem Dach und Dachterrassen mit Basketballfeld und Kinoleinwand.
Die nächstgelegene U-Bahn-Station ist die nur 50 Meter entfernte unterirdische Station Queens Plaza der New York City Subway, wo die Linien  Richtung Manhattan verkehren.

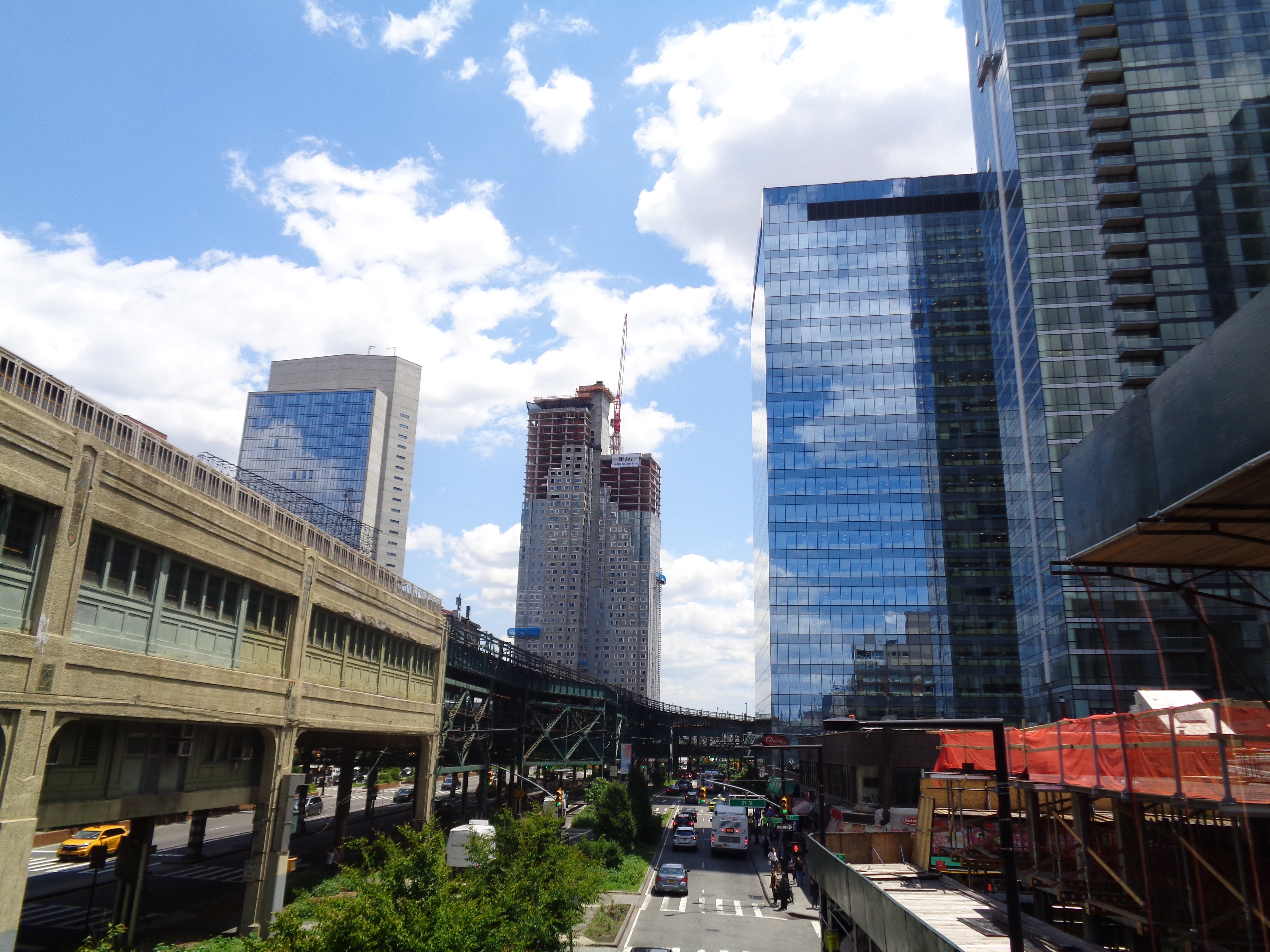
Bauphase im Juni 2017
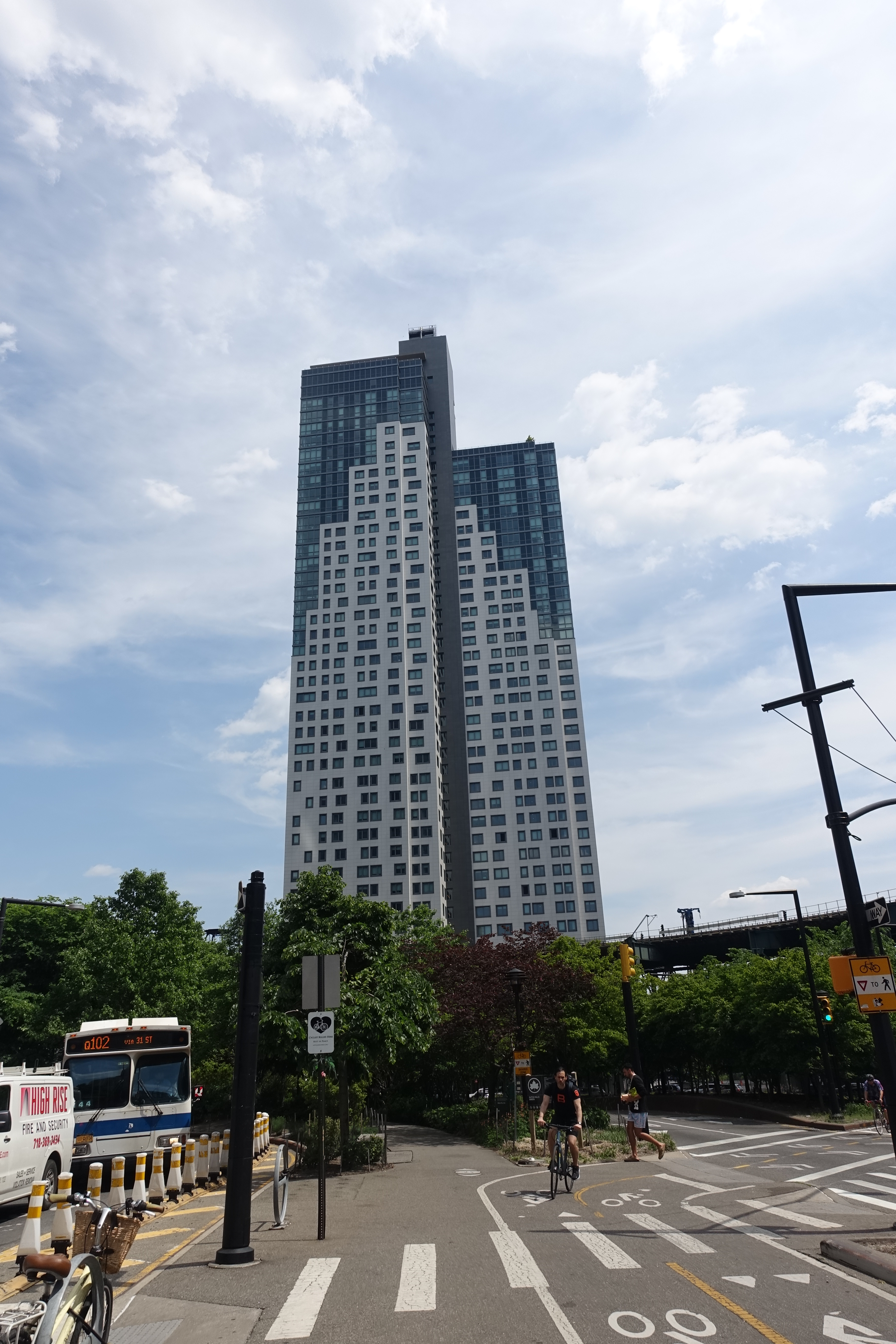
Blick von der Queens Plaza North (2023)
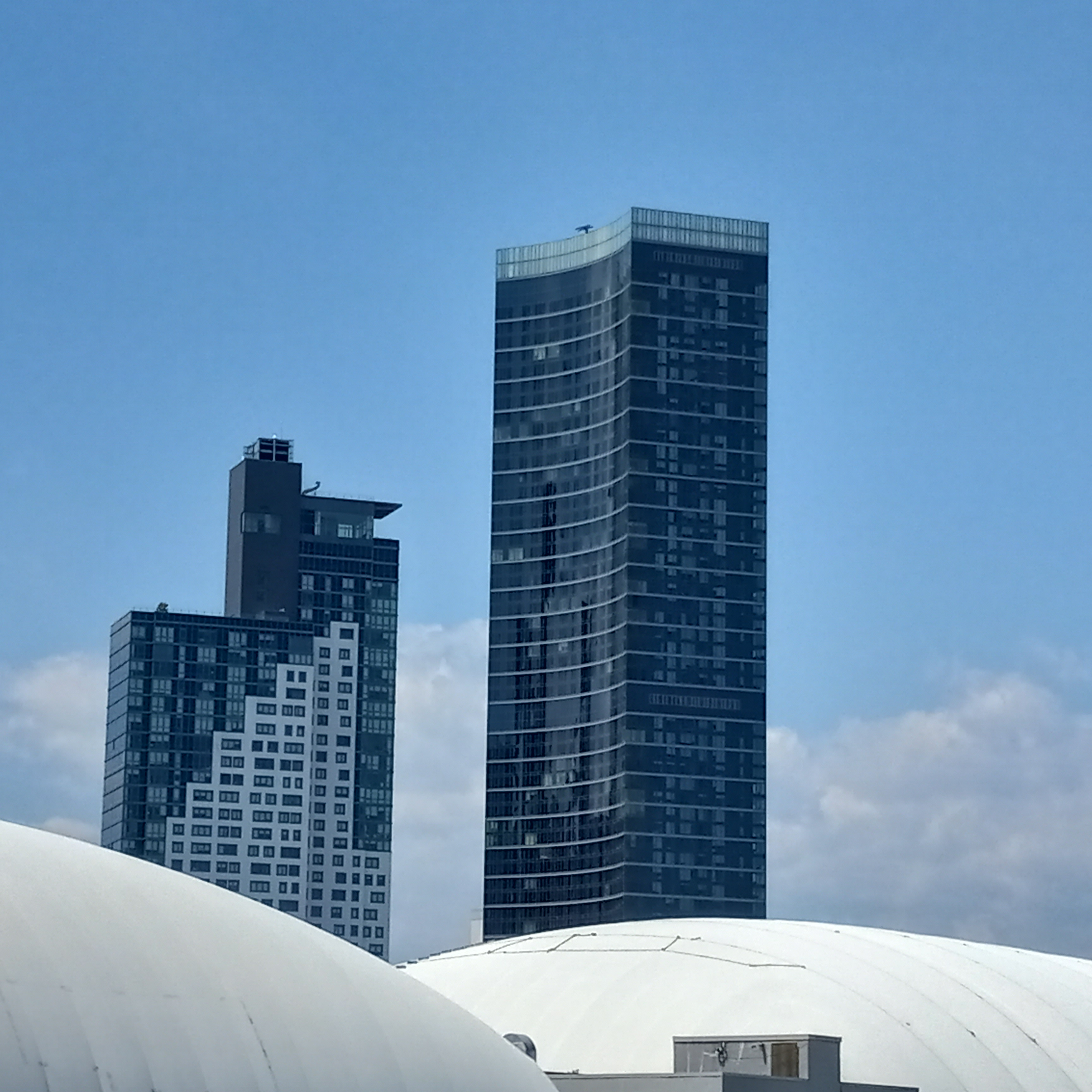
ALTA+ (links) mit dem Wolkenkratzer Sven
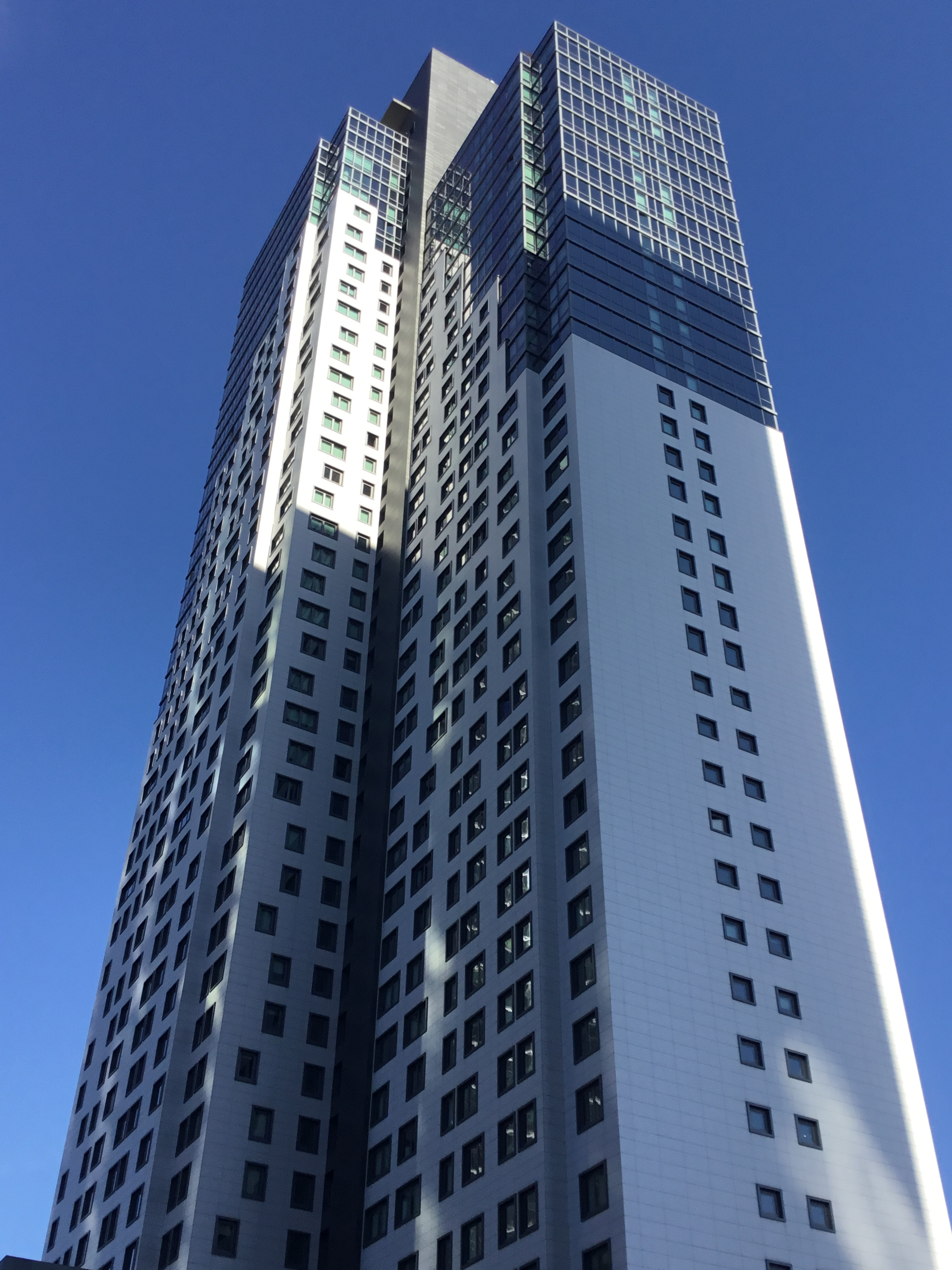
Der Wohnturm im Oktober 2022